# A1 (motorväg, Österrike)
A1 är en motorväg i Österrike som går mellan Wien och Salzburg. Motorvägen går via St Pölten, Amstetten och Linz. Motorvägen går under namnet Västmotorvägen (West Autobahn) och är Österrikes första motorvägsbygge om man bortser en liten bit som går från Tyskland till Salzburg som var byggd av tyskarna före andra världskriget. Detta anses vara en av Österrikes viktigaste motorvägar och denna blev färdig under 1970-talet. Denna motorväg kan även användas för transittrafik som ska gå från Tyskland till Ungern.

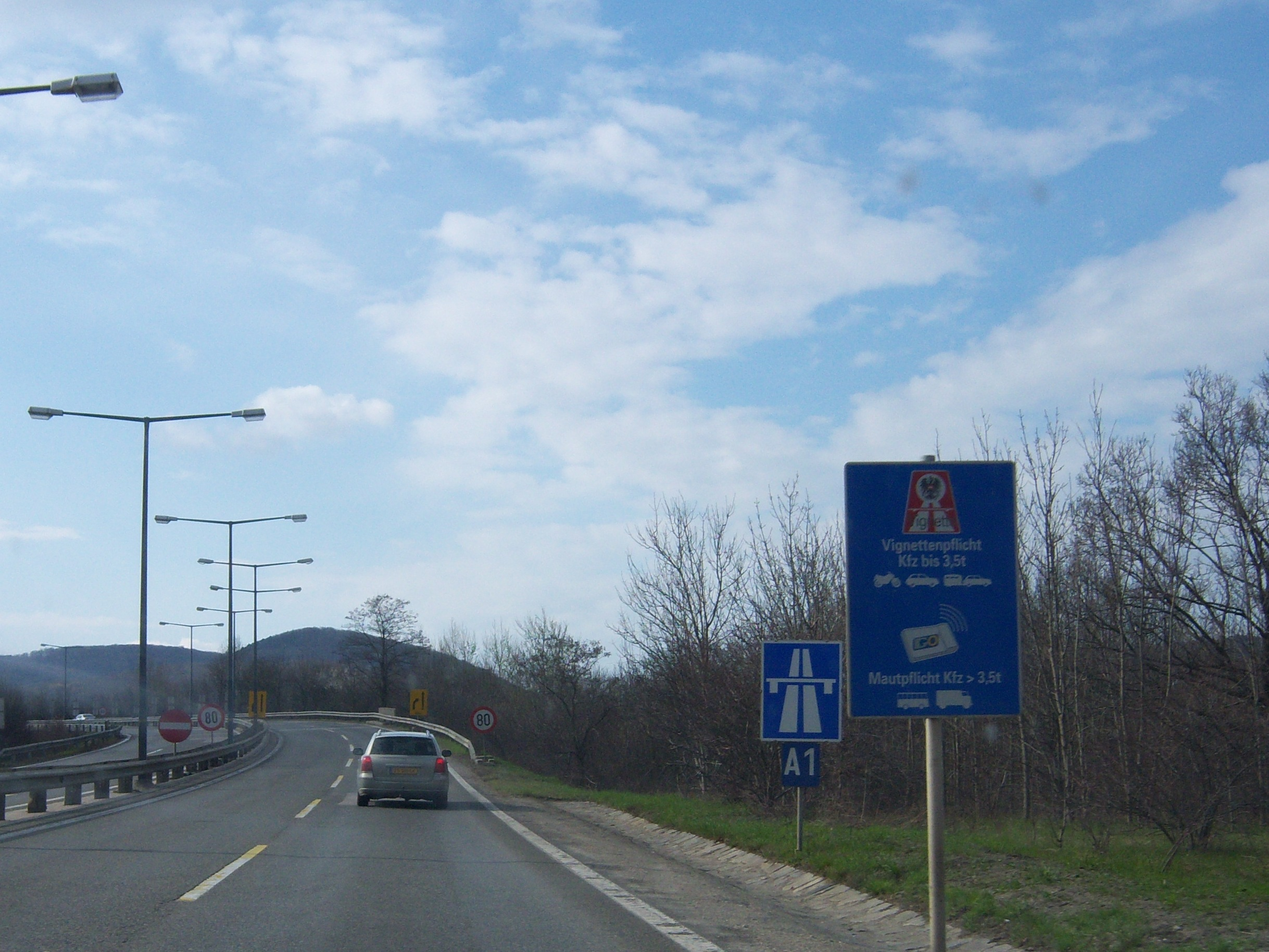
A1:s början i Wien.